# Pszczółka Krakowska

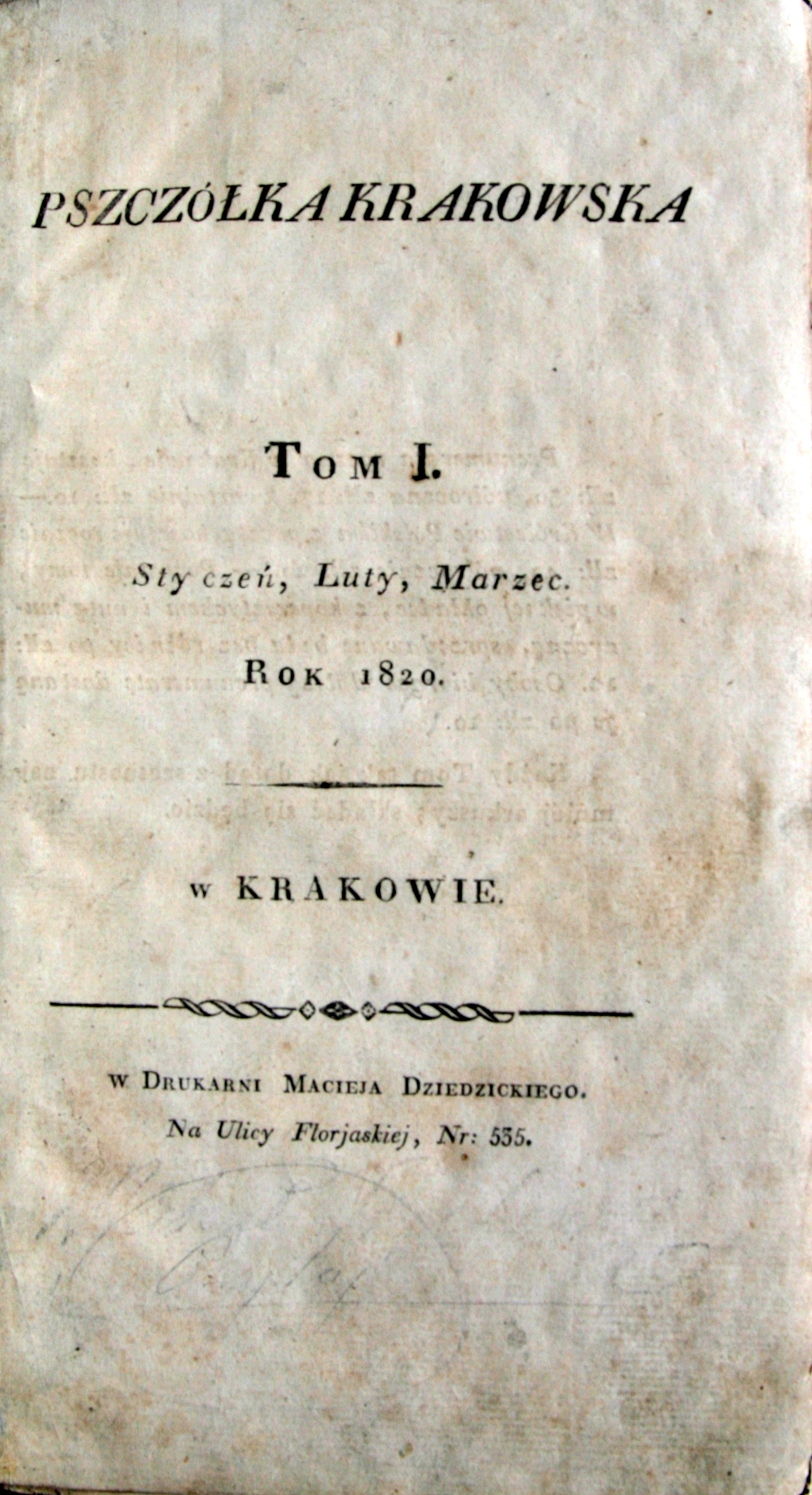
Strona tytułowa

Pszczółka Krakowska – pismo literacko-rozrywkowe wydawane w Krakowie od października 1819 do grudnia 1822 roku pod redakcją Konstantego Majeranowskiego, który był również wydawcą pisma.
Z początku „Pszczółka Krakowska” ukazywała się dwa razy w tygodniu, później jako kwartalnik. Z pismem współpracowało wielu krakowskich literatów i profesorów Uniwersytetu Jagiellońskiego, a ilustracje do artykułów wykonywał Michał Stachowicz. Na łamach pisma publikowano bajki, felietony, poezje, a od roku 1820 teksty historyczne, biograficzne i filozoficzne. Dodatkiem do pisma był „Telegraf” w którym publikowano przedruki z prasy warszawskiej i francuskiej.
W październiku 1822 roku decyzją cenzury pismo zostało zlikwidowane. Kontynuacją „Pszczółki Krakowskiej” była wydawana przez Majeranowskiego od 1823 roku „Muza Nadwiślańska”. W latach 1822–1823 dodatkiem do obu tych pism był „Krakus. Towarzysz liberalny Pszczółki Krakowskiej”.